# Ilka Borst
Ilka Borst (* 31. Mai 1980 in Hammelburg) ist eine ehemalige deutsche Basketballspielerin.

## Laufbahn
Borst spielte ab der Saison 1997/98 beim Bundesligisten DJK Aschaffenburg, mit dem sie ebenfalls in europäischen Pokalwettbewerben vertreten war. 1999 wurde die 1,75 Meter messende Aufbauspielerin mit Aschaffenburg deutsche Vizemeisterin und erreichte das deutsche Pokalendspiel, welches aber wie die Bundesliga-Finalserie gegen Wuppertal verloren wurde. 2000 zog sie mit Aschaffenburg wieder in die Endspielserie um die deutsche Meisterschaft ein, abermals mussten sich Borst und ihre Kolleginnen den Wuppertalerinnen beugen. Auch in der Folgespielzeit 2000/01 wurde Borst mit Aschaffenburg deutsche Vizemeisterin, wiederum verlor man gegen Wuppertal.
Bis 2007 spielte sie für den Zweitligisten Osnabrücker SC und danach in derselben Liga bis 2010 beim TSV Quakenbrück. Später spielte Borst für den Oberligisten Osnabrücker TB sowie für die Osnabrücker Vertretung in Seniorenwettkämpfen.